# Amphineurus (Rhamphoneurus) fuscifusus
Amphineurus (Rhamphoneurus) fuscifusus is een tweevleugelige uit de familie steltmuggen (Limoniidae). De soort komt voor in het Neotropisch gebied.